# Рэнт: биография Бастера Кейси
«Рэнт: биография Бастера Кейси» (англ. Rant: An Oral Biography of Buster Casey) — роман североамериканского автора Чака Паланика.

## Особенности романа
Роман написан в форме чередующихся интервью более чем 50 персонажей, так или иначе сталкивающихся с главным героем или последствиями его действий. Отдельными вставками идёт передача радиосводок, в которых подробно рассказывается об автомобильных авариях на дорогах.

## Сюжет
Рэнт — прозвище главного героя, нонконформиста из небольшого американского городка Миддлтаун. Прозвище дано обывателями из-за его необычных затей, вызывающих у простых людей рвоту. Собственно, это прозвище является модуляцией рвотного звука.
В произведении раскрываются пороки как современного общества, так и социума недалекого будущего. Основная идея — социальное разложение общества, вызванное кризисом философии потребления, господствующей в капиталистическом мире. Этому разложению пытаются противостоять последователи альтернативных социальных идей — сам Рэнт и так называемые «автосалочники» — молодежь, выплескивающая энергию и стремление изменить мир посредством погонь друг за другом на автомобилях и постепенного, с риском для жизни, уничтожения их и связанных с ними темных воспоминаний посредством столкновений.
Также в произведении присутствует идея самосовокупления, реализованная с целью постепенного самосовершенствования посредством «выведения» улучшенного «себя». Данный эффект достигается посредством перемещений во времени, спровоцированных автомобильными авариями. Результатом одной из таких попыток и становится Рэнт, в конце концов своей намеренной гибелью в «автосалках» ставящий точку в цепи непрерывного инцеста.
Все события происходят на фоне разделения общества на «дневных» и «ночных», вызванного желанием властей оградить добропорядочных, мирных граждан от опасных элементов: нонконформистов, «автосалочников» и всех тех, кто ставит под сомнение правильность происходящего. Этому разделению также способствует эпидемия бешенства, которую начал главный герой.

## Персонажи
Бастер «Рэнт» Кейси — главный герой, о жизни которого или о взаимодействии с которым рассказывают все персонажи книги. Является носителем вируса бешенства, так как с детства добровольно подвергал себя укусам диких животных. Обладает исключительно острым обонянием.
Честер Кейси — отец Бастера «Рэнта» Кейси, при этом являющийся самим Рэнтом Кейси из будущего.
Айрин Кейси — мать Бастера «Рэнта» Кейси.
Грин Тейлор Симмс — автосалочник; владеет знаниями о перемещениях во времени; его части в книге даны как путевые заметки, так как на момент повествования он считается пропавшим без вести.
Эхо Лоуренс — автосалочница; инвалид вследствие аварии, произошедшей в детстве; девушка Рэнта Кейси.
Шот Даньян — автосалочник, ездящий с Рэнтом.
Недди Нельсон — автосалочник, ездящий с Рэнтом.
Боуди Карлайл — лучший друг детства Рэнта Кейси. Много рассказывает о детстве и юности Рэнта Кейси, а также о его взаимодействиях с родителями.
Уоллес Бойер — продавец автомобилей, сидящий в соседнем кресле с Честером Кейси, который летит на похороны сына — Бастера «Рэнта» Кейси. Много рассказывает о психологической работе с клиентами. После этой встречи становится биографом Рэнта Кейси.
Бэкон Карлайл — шериф из родного города Рэнта Кейси; настроен по отношению к нему негативно.